# Incoterms
Incoterms (ang. International Commercial Terms – międzynarodowe formuły handlowe) – zbiór formuł handlowych, określających warunki sprzedaży, których stosowanie jest szeroko przyjęte na całym świecie. Reguły te dzielą koszty i odpowiedzialność pomiędzy nabywcę i sprzedawcę oraz odzwierciedlają rodzaj uzgodnionego transportu. Incoterms odnoszą się do Konwencji ONZ dotyczącej Kontraktów dla Międzynarodowej Sprzedaży Dóbr. Zostały opublikowane w 1936 roku i wielokrotnie je nowelizowano. Ostatnią wydaną wersją jest Incoterms 2020.
Reguły handlowe INCOTERMS:
- stosowane są przy obrocie dobrami materialnymi
- ich stosowanie jest fakultatywne
- obowiązują tylko eksportera i importera – z ich stosowania wyłączeni są spedytorzy, przedsiębiorstwa transportowe
- normy prawa rządzącego daną umową mają pierwszeństwo przed INCOTERMS.

Incoterms zajmują się kwestiami związanymi z transportem produktów od sprzedawcy do nabywcy. Obejmuje to m.in. przewóz produktów, rozliczenie odpowiedzialności eksportowych i importowych, pokrycie kosztów, w tym transportu i ubezpieczenia, przeniesienie ryzyka za stan produktów w różnych punktach procesu transportowego. Incoterms są używane zawsze w połączeniu z lokalizacją geograficzną. Incoterms określają również moment przeniesienia praw własności.

## Incoterms 2000
Reguły są zalecane i publikowane przez Międzynarodową Izbę Handlową (ICC). Oficjalną wersją Incoterms 2000 jest oryginalny tekst angielski, który został zaaprobowany przez Komisję Prawa Handlu Międzynarodowego (UNCITRAL) Organizacji Narodów Zjednoczonych. Autoryzowane tłumaczenia w 31 językach są dostępne w lokalnych komitetach ICC.
Reguły ujęte w Incoterms 2000 podzielone zostały na grupy, zróżnicowane ze względu na wspólne dla poszczególnych grup warunki, m.in. opłaty za transport i ubezpieczenie, moment przeniesienia ryzyka (a tym samym zrealizowania dostawy, co jest bezpośrednio związane z zagadnieniami dotyczącymi płatności za zrealizowany kontrakt), odpowiedzialności za formalności oraz koszty związane z odprawami celnymi eksportowymi i importowymi.
- Grupa E – Departure – Sprzedający udostępnia towar do dyspozycji kupującego we wskazanym punkcie wydania. Sprzedający nie jest zobowiązany do zapewnienia odprawy celnej eksportowej, jak również nie ponosi kosztów ani ryzyka załadunku towaru.
  - EXW. Ex Works (... named place) – Od zakładu (... określone miejsce). Termin ten przedstawia najmniejszą odpowiedzialność oraz zaangażowanie ze strony sprzedającego. Dostawa zostaje uznana za dokonaną w momencie postawienia towarów do dyspozycji kupującego w oznaczonym miejscu, bez zobligowania do dalszych czynności ze strony sprzedającego.
- Grupa F – Main Carriage Unpaid – Grupa „F..” zobowiązuje sprzedającego do dokonania odprawy celnej eksportowej. Sprzedający nie opłaca zasadniczych kosztów transportu ani ubezpieczenia.
  - FCA. Free Carrier (... named place) – Franco przewoźnik (... określone miejsce). Sprzedający ponosi koszty transportu, załadunku oraz ubezpieczenia do momentu przekazania towarów pierwszemu przewoźnikowi, wskazanemu przez kupującego, w oznaczonym miejscu. Towar uważa się za dostarczony w momencie załadunku przez przewoźnika, w tym momencie następuje przeniesienie ryzyka uszkodzenia lub utraty towaru na kupującego.
  - FAS. Free Alongside Ship (... named loading port) – Franco wzdłuż burty statku (... określony port załadunku). Odpowiedzialność za koszty transportu oraz ryzyko sprzedającego kończą się w momencie dostarczenia towarów do burty statku w oznaczonym porcie nadania, jednak bez załadunku towarów na statek. Od tego momentu wszelkie koszty oraz ryzyko związane z towarem zostaje przeniesione na kupującego. Termin może być używany wyłącznie w odniesieniu do transportu morskiego oraz wodnego śródlądowego.
  - FOB. Free On Board (... named loading port) – Franco statek (... określony port załadunku). Jak w przypadku FAS, jednak punktem przeniesienia kosztów i ryzyka za towar ze sprzedającego na kupującego jest moment przekroczenia burty statku przez towar, sprzedający ponosi też koszty załadunku. Termin może być używany wyłącznie w odniesieniu do transportu morskiego oraz wodnego śródlądowego.
- Grupa C – Main Carriage Paid – Sprzedający zawiera umowę przewozu i ponosi jego koszty. Sprzedający jest również zobowiązany do dokonania odprawy celnej eksportowej. Ryzyko zostaje przeniesione na kupującego w momencie nadania towaru. Wszelkie dodatkowe, wynikłe po załadunku, koszty związane z transportem oraz innymi zdarzeniami obciążają kupującego.
  - CFR. Cost and Freight (... named destination port) – Koszt i fracht (... określony port przeznaczenia). Sprzedający nie ponosi kosztów ubezpieczenia towarów (od momentu załadunku na statek w porcie nadania), które leżą po stronie kupującego; dostawa zostaje uznana za zrealizowaną w momencie załadunku towaru na statek przewoźnika wskazanego przez sprzedającego.
  - CIF. Cost, Insurance and Freight (named destination port) – Koszt, ubezpieczenie i fracht (... określony port przeznaczenia). W odróżnieniu od CFR, sprzedający jest odpowiedzialny również za zawarcie umowy i opłacenie kosztu ubezpieczenia towaru w na rzecz kupującego. Warto zaznaczyć, że Incoterms 2000 zobowiązują sprzedającego do zapewnienia ochrony ubezpieczeniowej jedynie w podstawowym zakresie, co może przyczyniać się do komplikacji w transporcie drobnicowym[2]. Zarówno CFR, jak i CIF mogą być używane wyłącznie w odniesieniu do transportu morskiego oraz wodnego śródlądowego.
  - CPT. Carriage Paid To (... named destination port) – Przewoźne opłacone do (... określonego miejsca przeznaczenia). Odpowiednik CFR w transporcie innym, niż morskim i wodnym śródlądowym (w tym multimodalnym).
  - CIP. Carriage and Insurance Paid to (... named destination port) – Przewoźne i ubezpieczenie opłacone do (... określonego miejsca przeznaczenia). Odpowiednik CIF w transporcie innym, niż morskim i wodnym śródlądowym (w tym multimodalnym).
- Grupa D – Arrival – Sprzedający jest zobowiązany do dostarczenia towaru do określonego miejsca lub portu przeznaczenia.
  - DAF. Delivered At Frontier (... named place) – Dostarczone na granicę (... określone miejsce). Sprzedający jest zobowiązany dostarczyć towar do dyspozycji kupującego na granicy, jednak przed granicą odprawy celnej kraju odbiorcy. W przypadku dostawy DAF, koszt oraz ryzyko rozładunku towaru są po stronie kupującego. Sprzedający zobowiązany jest do przeprowadzenia odprawy celnej eksportowej. Termin odnosi się do granicy lądowej, niezależnie od środka transportu.
  - DES. Delivered Ex Ship (... named port) – Dostarczone na statek (... określony port). Towar uważa się za dostarczony w momencie postawienia do dyspozycji (rozładunku) przez odbiorcę na statku we wskazanym porcie przeznaczenia. Sprzedający jest zobowiązany ponieść wszystkie koszty do tego momentu, ponosi również ryzyko uszkodzenia lub utraty towarów podczas transportu do portu przeznaczenia. Sprzedający jest zobowiązany do odprawy celnej eksportowej. Koszt oraz ryzyko rozładunku są po stronie kupującego. Termin analogiczny do DAF, w odniesieniu do transportu morskiego, wodnego śródlądowego oraz multimodalnego z dostawą na statku w porcie przeznaczenia.
  - DEQ. Delivered Ex Quay (... named port) – Dostarczone na nabrzeże (... określony port). Analogicznie, jak w przypadku DES, jednak towar powinien być postawiony do dyspozycji kupującego na nabrzeżu we wskazanym porcie przeznaczenia. Koszty oraz ryzyko rozładunku leżą po stronie sprzedającego. Termin używany w odniesieniu do transportu morskiego, wodnego śródlądowego oraz multimodalnego, z rozładunkiem ze statku w porcie przeznaczenia.
  - DDU. Delivered Duty Unpaid (... named destination place) – Dostarczone, cło nieopłacone (... określone miejsce przeznaczenia). Warunki dostawy DDU zobowiązują sprzedającego do dostarczenia towarów we wskazane (dowolne) miejsce, również w kraju odbiorcy, wraz z poniesieniem wszelkich kosztów i ryzyk z tym związanych, z wyjątkiem wszelkich kosztów celnych oraz odpowiedzialności z tym związanej (przeprowadzenia odprawy celnej importowej). Towar uważa się za dostarczony bez rozładunku z ostatniego środka transportu. Termin ma zastosowanie dla wszystkich środków transportu, jednak w przypadku miejsca dostawy przewidzianego w porcie przeznaczenia (bez dalszego transportu lądowego po stronie sprzedającego) powinny zostać użyte terminy DES lub DEQ.
  - DDP. Delivered Duty Paid (... named destination place) – Dostarczone, cło opłacone (... określone miejsce przeznaczenia). Najszersza odpowiedzialność oraz zakres czynności sprzedającego spośród powyższych zasad. Zakres odpowiedzialności rozszerzony w stosunku do DDU o odpowiedzialność oraz pokrycie kosztów związanych z odprawą celną importową.

## Incoterms 2010
W stosunku do Incoterms 2000 zmieniła się tylko grupa D. Wygląda ona następująco:
- DAT (Delivered at Terminal) – dostarczone (... określone miejsce przeznaczenia) Dostarczone do terminala (sprzedający odpowiada za dowiezienie towaru do określonego terminala i jego rozładunek). DAT zastępuje dotychczas stosowaną DEQ.

- DAP (Delivered at Place) – dostarczone do miejsca (sprzedający odpowiada za dostarczenie towaru do określonego miejsca, natomiast jego rozładunek jest w gestii kupującego). DAP zastępuje dotychczas stosowane DAF, DES i DDU.
- DDP (Delivered Duty Paid) – pozostaje bez zmian.

## Incoterms 2020
Incoterms 2020 stanowią ósmą nowelizację standardowych warunków handlowych po raz pierwszy skodyfikowanych przez Międzynarodową Izbę Handlową (ICC) w 1936 r.
Reguły w obecnej wersji, podobnie jak Incoterms 2010 są przeznaczone do stosowania nie tylko w międzynarodowych warunkach handlowych, ale od 1 stycznia 2011 r., stosowane są również w warunkach krajowych.
Ponadto w przypadku zestawu reguł Incoterms 2020 zachowany został, przyjęty w Incoterms 2010, nowy podział reguł na dwie kategorie:
- reguły dla wszystkich środków i gałęzi transportu,
- reguły dla transportu morskiego i wodnego śródlądowego.

Zmiany, jakie nastąpiły od 1 stycznia 2020 r., znalazły swój wyraz zarówno w strukturze zewnętrznej reguł (eliminacja reguły DAT – Delivered At Terminal i zastąpienie jej regułą DPU – Delivered at Place Unloaded, z jednoczesną zmianą jej usytuowania w zestawie – po regule DAP), jak i strukturze wewnętrznej (restrukturyzacja układu obowiązków sprzedającego i kupującego).
Zasadniczym celem zmian wprowadzonych przez Grupę Redakcyjną ICC Commission on Commercial Law and Practice było przede wszystkim ułatwienie prowadzenia handlu w skali globalnej.
W rezultacie, reguły Incoterms 2020 stały się bardziej precyzyjne w kontekście obowiązków przypisanych stronom sprzedającego i kupującego, a tym samym bardziej przejrzyste i czytelne dla użytkowników.
Niewątpliwą nowością jest odwołanie się reguł Incoterms 2020 do płatności dokumentowych (inkaso i akredytywa), w kontekście konosamentu z adnotacją „on board” w przypadku zastosowania reguły FCA (nota wyjaśniająca).